# 薛屯乡
薛屯乡，是中华人民共和国辽宁省锦州市黑山县下辖的一个乡镇级行政单位。

## 行政区划
薛屯乡下辖以下地区：
薛屯村、红石村、北甸子村、杏山村、大毛村、罗屯村、新岗子村、蔡沟村、羊乃坨村、白庙子村和东风村。